# WPS
WPS (Wi-Fi Protected Setup) és un estàndard promogut per la Wi-Fi Alliance per a la creació de xarxes WLAN segures. En altres paraules, WPS no és un mecanisme de seguretat per se, es tracta de la definició de diversos mecanismes per facilitar la configuració d'una xarxa WLAN segura amb WPA2, pensant a minimitzar la intervenció de l'usuari en entorns domèstics o petites oficines (SOHO).
Concretament, WPS defineix els mecanismes a través dels quals els diferents dispositius de la xarxa obtenen les credencials (SSID i PSK) necessàries per iniciar el procés d'autenticació.
WPS defineix una arquitectura amb tres elements amb rols diferents:
- Registrar: dispositiu amb l'autoritat de generar o revocar les credencials a la xarxa. Tant un AP com qualsevol altra estació o PC de la xarxa poden actuar de Registrar. Hi pot haver més d'un Registrar en una xarxa.
- Enrollee: dispositiu que sol·licita l'accés a la xarxa WLAN.
- Authenticator: AP funcionant de proxy entre el Registrar i l'Enrollee.

WPS contempla quatre tipus de configuracions diferents per a l'intercanvi de credencials, PIN (Personal Identification Number), PBC (Push Button Configuration), NFC (Near Field Communications) i USB (Universal Serial Bus):
- PIN: ha d'existir un PIN assignat a cada element que vagi a associar-se a la xarxa. Aquest PIN ha de ser conegut tant pel Registrar, com per l'usuari (Enrollee). És necessària l'existència d'una interfície (e.g pantalla i teclat) perquè l'usuari pugui introduir l'esmentat PIN.
- PBC: la generació i l'intercanvi de credencials són desencadenats a partir que l'usuari pressiona un botó (físic o virtual) en l'AP (o en un altre element Registrar) i un altre al dispositiu. Notar que en el curt lapse de temps entre que es pressiona el botó en l'AP i es pressiona al dispositiu, qualsevol altra estació propera pot guanyar accés a la xarxa.
- NFC: intercanvi de credencials a través de comunicació NFC. La tecnologia NFC, basada en RFID permet la comunicació sense fil entre dispositius propers (0 -20 cm). Llavors, el dispositiu Enrollee s'ha de situar al costat del Registrar per desencadenar l'autenticació. D'aquesta manera, qualsevol usuari que tingui accés físic al Registrar, pot obtenir credencials vàlides.
- USB: amb aquest mètode, les credencials es transfereixen mitjançant un dispositiu de memòria flaix (e.g. pendrive) des del Registrar a l'Enrollee.

Els mètodes PBC, NFC i USB poden usar-se per configurar dispositius sense pantalla ni teclat (e.g. impressores, webcams, etc.), però tot i que l'estàndard contempla NFC i USB, encara no se certifiquen aquests mecanismes. Actualment només el mètode PIN és obligatori a totes les estacions per obtenir la certificació WPS; PBC és obligatori només en APs.

## Vulnerabilitats
Una falla de seguretat descoberta el desembre del 2011 per Stefan Viehböck i Craig Heffnet, la qual afecta routers sense fils que tenen la funció  WPS  (també anomenada  QSS ), la mateixa que en dispositius actuals es troba habilitada per defecte. La falla permet a un atacant recuperar el  PIN   WPS  i amb la mateixa la clau pre-compartida de la xarxa  WPA/WPA2  en poques hores. Els usuaris han de desactivar la funció  WPS  com a solució temporal. En certs dispositius, és possible que no es pugui realitzar aquest procediment.
Els atacants utilitzen la versió gratuïta de  Reaver-WPS  i/o la versió paga de  Reaver Pro  per realitzar els atacs.